# Nemîrivka, Starokosteantîniv
Nemîrivka (în ucraineană Немирівка) este un sat în comuna Sahnivți din raionul Starokosteantîniv, regiunea Hmelnîțkîi, Ucraina.

## Demografie
Componența lingvistică a localității Nemîrivka
     Ucraineană (100%)
Conform recensământului din 2001, toată populația localității Nemîrivka era vorbitoare de ucraineană (100%).